# キンカンのうた2020
「キンカンのうた2020」は、日本のシンガーソングライターオーイシマサヨシの楽曲。デジタル配信限定シングルとしてポニーキャニオンより2020年7月20日に各音楽配信サービスにてリリースされた。

## 概要
前作の配信限定シングル『ボルテシモ (Volt-ssimo)』から約8か月ぶりにリリースされた楽曲であり、2020年度の「キンカン」CMイメージソングに起用された楽曲でもある。また、2021年4月21日発売のCDシングル『ロールプレイング』にカップリング曲としてCDに初収録されることになった。
楽曲がCMイメージソングに起用されたと同時に、オーイシマサヨシがキンカン広告宣伝課長に就任。緊急自宅会見や特設サイトに加え、金冠堂本社とその周辺を舞台に、金冠堂の会長や社長をはじめとする社員らと共演しながらサラリーマンに扮したオーイシマサヨシがダンスを披露するミュージックビデオも公開された。2021年3月にはオーイシマサヨシのキンカン広告宣伝課長の続投と次長への昇進が発表され、翌4月からリニューアルされたキンカンの2021年度CMにも本楽曲が起用された。

## 収録曲
1. キンカンのうた2020
  - 作詞：藤浦洸・大石昌良[1]
  - 作曲：服部正・大石昌良[1]
  - 編曲：扇谷研人・大石昌良[1]